# Гейнгоб, Хаге
Хаге Готфрид Гейнгоб (нем. Hage Gottfried Geingob; 3 августа 1941, Очиваронго — 4 февраля 2024, Виндхук) — намибийский политический и государственный деятель. Президент Намибии (2015—2024), дважды до президентства занимал пост премьер-министра Намибии (1990—2002, 2012—2015).

## Биография

### До независимости страны
Хаге Гейнгоб родился 3 августа 1941 года в намибийском городе Очиваронго. Преподавал в школе, однако принял решение продолжить учёбу. Пешком добрался до Ботсваны, чуть не погиб, когда взорвался самолёт, на котором он должен был лететь в Танзанию. В начале 1960-х годов участвовал в становлении партии СВАПО и борьбе против ЮАР. С 1964 по 1971 год возглавлял представительство СВАПО при Организации Объединённых Наций. В это время он также занимался учёбой в университете Темпл, Фордхемском университете, Лидском университете и Новой школе. В 1975 году он был учредителем и директором Института Намибии в Лусаке (Замбия).
В июне 1989 года он вернулся на родину. В стране уже начиналась предвыборная борьба, на следующий год было намечено провозглашение независимости. В конце XX века Намибия после продолжительной борьбы получила независимость. В 1989—1990 годах Гейнгоб возглавлял Конституционное собрание Намибии для разработки основного закона Намибии. За три месяца была разработана самая либеральная Конституция Африки.

### В независимой стране

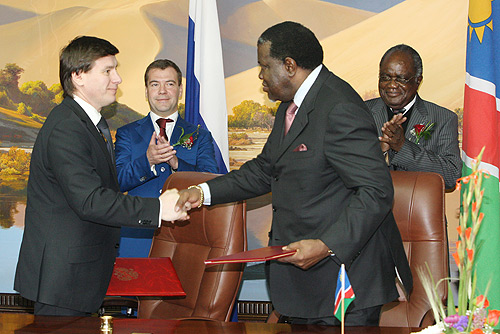
Встреча с российским президентом Д. Медведевым во время его визита в Намибию в 2009 году

Сразу после провозглашения независимости Намибии Гейнгоб стал главой правительства и занимал этот пост более 12 лет с 21 марта 1990 по 28 августа 2002 года. Именно в это время Намибия прошла испытание на прочность. В стране, в конце века, практически началась гражданская война между правительством и сепаратистами из Армии освобождения Каприви. Надо признать, что тогдашнее руководство страны сделало очень много, чтобы погасить конфликт в зародыше. Приложил огромные усилия, чтобы развить туризм в стране.
В 2002 году в Намибии провели реорганизацию правительства, и Гейнгоб оставил пост главы правительства. Затем в течение 10 лет (с перерывами) Гейнгоб работал министром торговли и промышленности в правительствах своих коллег Тео-Бен Гурирабa и Нахаса Ангулы.
В сентябре этого же года он не вошёл в число членов Политбюро СВАПО. На следующий год он на непродолжительное время, перешёл на работу в США в одну из африканских организаций. Сразу по началу работы в международной организации его имидж в мире вырос. В ноябре 2004 года принял участие в парламентских выборах страны и вошёл в парламент. В апреле 2007 года он был восстановлен в Политбюро СВАПО, а 29 ноября Хаге Гейнгоб стал вице-президентом правящей партии СВАПО.
В конце 2012 года на съезде партии Гейнгоб был переизбран вице-президентом партии, набрав самое большое количество голосов. Через два дня после этого президент Намибии Хификепунье Похамба вновь назначил его главой правительства. Во второй раз он стал премьер-министром 4 декабря 2012 года.
Через два месяца, в феврале 2013 года, правительство Хаге Гейнгобa понесло тяжёлую утрату. Скоропостижно в Лондоне скончался молодой талантливый министр образования, учёный Абрахам Иямбо, рассматривавшийся как один из молодых лидеров СВАПО.

### Президент
В конце ноября 2014 года в Намибии прошли очередные президентские выборы, действующий президент Похамба не имел возможности, согласно Конституции, баллотироваться в третий раз. С начала 2014 года реальным кандидатом от правящей партии СВАПО назывался Гейнгоб, который в августе 2014 стал официальным кандидатом в президенты страны от СВАПО.
На президентских выборах в 2014 году был кандидатом в президенты Намибии от партии СВАПО. На прошедших 28 ноября всеобщих выборах Гейнгоб был избран третьим президентом страны, набрав 87 % голосов. Вступил в должность президента 21 марта 2015 года.
Через пять лет он принял участие в очередных президентских выборах в стране. В начале декабря 2019 года он был объявлен победителем после первого тура с 56 % голосов.

### Смерть и похороны
Гейнгоб скончался около 4 февраля 2024 года в 00 часов 04 минут по местному времени от онкологического заболевания в госпитале Виндхука. Он стал самым старым президентом Намибии, который занимал этот пост, а также единственным президентом, скончавшимся в течение своего президентского срока. Больше всех глав правительств Намибии занимал этот пост по времени.

## Награды
До получения независимости Намибии Хаге Гейнгоб был награждён французским Орденом Академических пальм и медалью СВАПО. После обретения независимости получил государственные награды Кубы, Канады и Намибии.

## Личная жизнь
Гейнгоб являлся футбольным фанатом, побывавшим на многих громких играх. Он также регулярно посещал ежегодную музыкальную премию Намибии (NAMA), а в юности пел в хоре и играл в группе.
В 1967 году Гейнгоб женился на Присцилле Шарлин Кэш, уроженке Нью-Йорка. У пары родилась дочь Нангула Гейнгоб-Дукес.
Позже Гейнгоб женился на Лойни Кандуме, бизнес-леди, 11 сентября 1993 года в Виндхуке. В результате данного брака родились двое детей: дочь и сын. Гейнгоб инициировал развод против Кандуме в мае 2006 года, и в июле 2008 года ему было предоставлено временное решение о разводе. Гейнгоб женился на Монике Калондо 14 февраля 2015 года.
В столице Намибии Виндхуке регбийный стадион носит имя Хаге Гейнгоба.

## Примечание
1. ↑  Hage Gottfried Geingob // Brockhaus Enzyklopädie (нем.)
2. ↑  Hage Gottfried Geingob // Munzinger Personen (нем.)
3. 1 2  Hage Geingob: Namibia's president dies aged 82 (брит. англ.) — 2024.
4. ↑  Новым главой Намибии стал премьер-министр Гейнгоб.
5. ↑  Намибия — социал-демократический «угол» Чёрного континента. Дата обращения: 21 марта 2015. Архивировано 24 сентября 2015 года.
6. ↑  Christof Maletsky, «Nujoma shuffles the Cabinet pack» Архивировано 19 ноября 2005 года., The Namibian, August 28, 2002.
7. ↑  http://www.namibian.com.na/2007/November/national/07CAA9DC10.html (недоступная+ссылка)
8. ↑  Geingob wieder Premier. Архивировано 22 декабря 2015 года. Allgemeine Zeitung, 5. Dezember 2012
9. ↑  Abraham Iyambo am Geburtstag verstorben. Дата обращения: 15 марта 2013. Архивировано 16 марта 2013 года.
10. ↑  Swapo congress to ratify succession plan.
11. ↑  President Pohamba pledges support for Geingob. Namibian Broadcasting Corporation. Дата обращения: 12 октября 2014. Архивировано из оригинала 12 июля 2013 года.
12. ↑  Overseas Business Risk - Namibia. Правительство Великобритании. Дата обращения: 12 октября 2014. Архивировано 17 октября 2014 года.
13. ↑  Top 3 Parties: National Assembly — National. Дата обращения: 1 декабря 2014. Архивировано из оригинала 2 декабря 2014 года.
14. ↑  Namibia inaugurates President Hage Geingob. (англ.). Дата обращения: 22 марта 2015. Архивировано из оригинала 24 марта 2015 года.
15. ↑  Президент Намибии умер после обнаружения рака. РИА Новости. Архивировано 4 февраля 2024 года.
16. ↑  President Hage Geingob is dead (брит. англ.). The Namibian (4 февраля 2024). Дата обращения: 4 февраля 2024. Архивировано 4 февраля 2024 года.
17. ↑  The Namibian. PM's ex-wife Patty dies (англ.). The Namibian. Дата обращения: 15 октября 2020. Архивировано 5 июля 2018 года.
18. ↑  The Namibian. Geingob marriage on rocks (англ.). The Namibian. Дата обращения: 19 октября 2020. Архивировано 20 октября 2020 года.
19. ↑  The Namibian. Geingob, Monica say 'I do' (англ.). The Namibian. Дата обращения: 19 октября 2020. Архивировано 20 мая 2021 года.
20. ↑  Slag van Hage Geingob gewen | Republikein.com.na. Дата обращения: 18 марта 2013. Архивировано 22 марта 2013 года.